# Gare de Lauterbourg
Gare de Lauterbourg – stacja kolejowa w miejscowości Lauterbourg, w departamencie Dolny Ren, w regionie Grand Est, we Francji. Jest zarządzany przez SNCF i obsługiwany przez pociągi TER Grand Est oraz Regionalbahn Deutsche Bahn.

## Położenie
Znajduje się na linii Strasbourg – Lauterbourg, na km 55,493 między stacjami Mothern i granicą francusko-niemiecką, na wysokości 111 m n.p.m.

## Historia
Linia między Strasburgiem a Lauterbourgiem zbudowana została przez Direction générale impériale des chemins de fer d’Alsace-Lorraine i została otwarta 25 lipca 1876.

## Linie kolejowe
- Linia Strasbourg – Lauterbourg
- Linia Lauterbourg-Gare – Lauterbourg-Port-du-Rhin
- Linia Wissembourg – Lauterbourg